# Jacopo Ferretti
Jacopo Ferretti (Roma, 16 luglio 1784 – Roma, 7 marzo 1852) è stato un librettista e poeta italiano.
Letterato estremamente prolifico nei generi più disparati, scrisse anche numerosi libretti d'opera, tra gli altri per Rossini, Donizetti, Zingarelli, Mayr, Mercadante e Pacini.

## Formazione e inizi
Introdotto precocemente dal padre allo studio della letteratura, Ferretti, già in giovane età, padroneggiava, oltre al latino e al greco antico, anche l'inglese e il francese e iniziò anche molto presto a verseggiare: sebbene, intorno ai trent'anni, trovasse impiego presso la manifattura tabacchi (occupazione che svolgerà praticamente per tutta la vita), ebbe tuttavia modo di essere uno scrittore estremamente prolifico, spaziando fra i diversi generi, fino ai più curiosi – dalle lettere d'amore ai discorsi d'augurio e benvenuto; la sua fama rimane comunque legata ai libretti d'opera, anche se molti di essi sono ad oggi dimenticati.
In tale campo, il suo maggiore successo è senza dubbio il libretto de La Cenerentola ossia La bontà in trionfo, scritto per essere messo in musica da Gioachino Rossini.

## Genesi di un capolavoro
La genesi di tale opera, scritta con sorprendente velocità – sia per la parte letteraria che per quella musicale – merita di essere raccontata, seguendo il resoconto che ne diede lo stesso Ferretti: nel dicembre del 1816 Rossini era a Roma con l'incarico di scrivere, per il Teatro Valle, una nuova opera da mettere in scena per il giorno di Santo Stefano; per un imprevisto veto dell'ultimora del censore pontificio, vista anche l'impossibilità di correggere il libretto esistente in modo soddisfacente per tutte le parti (censura, impresario e autori), il soggetto – la Francesca di Foix – fu scartato e si dovette ripiegare su un altro.
In una riunione in teatro, presente anche l'impresario Cartoni, Ferretti, che nutriva un certo malanimo nei confronti di Rossini, avendogli il maestro rifiutato un precedente libretto per Il barbiere di Siviglia, acconsentì comunque alla collaborazione e iniziò a proporre i possibili soggetti; ma uno era troppo serio per il Carnevale (periodo a cui era stata posticipata la prima), uno era troppo frivolo, la messa in scena di un altro avrebbe comportato difficoltà tecniche o spese esorbitanti … Ferretti si trovò a proporre, senza esito, più di due dozzine di soggetti diversi; alla fine, fra gli sbadigli, con Rossini mezzo addormentato su un sofà, il poeta propose La Cenerentola: Rossini si scosse dal torpore e sfidò Ferretti se avesse avuto l'animo di scrivergli un libretto su quella storia; Ferretti ribatté sfidando Rossini a rivestirla della propria musica. Alla richiesta di Rossini sul quando avrebbe avuto qualche verso pronto per cominciare a lavorarci, Ferretti rispose testualmente: “… malgrado la mia stanchezza, anche domani mattina!“ Rossini annuì, si avvolse nei suoi panni e si addormentò. Ferretti lavorò tutta la notte e, come promesso, già il giorno di Natale le prime parti dell'opera erano pronte: lavorando come forsennati, Ferretti finì il libretto in ventidue giorni e Rossini lo musicò in ventiquattro.
Nonostante l'entusiasmo però, il poeta nutriva seri dubbi sulla riuscita del lavoro; Rossini invece si dimostrò subito ottimista e profetizzò in capo ad un anno il pieno successo in Italia e, in capo a due, la stessa fortuna in Francia e in Inghilterra: “… gli impresari faranno a pugni per allestirla, come le primedonne per poterla cantare …”
In verità l'opera, il cui debutto avvenne il 25 gennaio 1817, ebbe una prima accoglienza alquanto fredda ma, dopo le prime repliche, altrettanto sfortunate, crebbe rapidamente in popolarità e, anche internazionalmente, conobbe un successo tanto travolgente da essere preferita allo stesso Barbiere, almeno per tutto l'Ottocento.
Malgrado alla fine le parole del compositore si avverassero in pieno, la collaborazione fra i due non andò però molto avanti: Ferretti scriverà per il maestro pesarese un solo altro libretto: la Matilde di Shabran nel 1821.

## La collaborazione con Gaetano Donizetti
Quantitativamente maggiore fu invece la collaborazione con il maestro Gaetano Donizetti per cui Ferretti, fra il 1824 e il 1833, scrisse ben cinque libretti: Zoraida di Granata, L'ajo nell'imbarazzo, Olivo e Pasquale, Il furioso all'isola di San Domingo e Torquato Tasso.
Ferretti aveva sposato la cantante e compositrice, Teresa Terziani, figlia del - all'epoca assai noto - compositore Pietro e a sua volta Socia della Congregazione e Accademia di Santa Cecilia.: la loro casa era quindi ritrovo di poeti e di musicisti fra i quali, appunto, Donizetti di cui Ferretti, oltre che collaboratore, fu buon amico.

## L'amicizia con Giuseppe Gioachino Belli

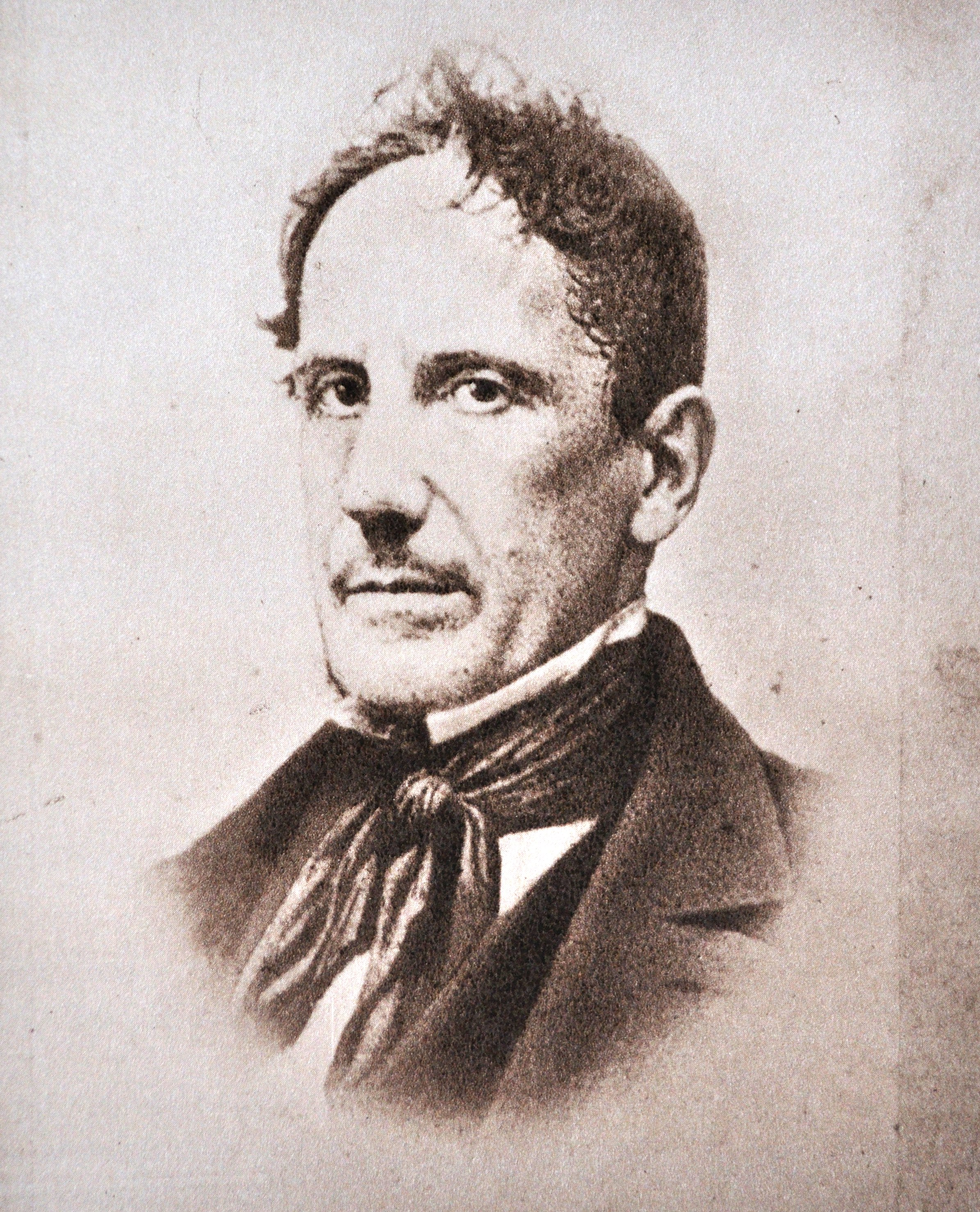
Fotografia di Belli

Sul versante delle amicizie letterarie, Ferretti poté vantare non solo l'amicizia ma, in seguito, anche l'affinità, con uno dei più grandi personaggi della cultura letteraria romana e italiana dell'Ottocento: Giuseppe Gioachino Belli – più giovane di sette anni e suo consocio prima all'Accademia degli Elleni (di cui Ferretti fu fra i soci fondatori) e poi in quella Tiberina - sarebbe diventato infatti consuocero di Ferretti, avendo suo figlio Ciro Belli sposato la prima delle tre figlie del poeta, Cristina (a lei Belli, suocero affezionatissimo, dedicherà l'ultimo dei suoi 2279 sonetti romaneschi).
Nel ricco epistolario belliano le lettere a “Giacomo” Ferretti, sono decine (dalla prima del 4 gennaio 1832 all'ultima –datata- del 25 aprile 1849).

## La fine
Proprio da una lettera di Belli del 10 marzo 1852, si desume la morte del poeta dopo “lunghissima e tormentatissima infermità di 11 mesi e quasi un mese di aspra agonia”.